# Slovénie
Ne doit pas être confondu avec Slovaquie ou Slavonie.
République de Slovénie
(sl) Republika Slovenija
(it) Repubblica di Slovenia 
(hu) Szlovén Köztársaság 
La Slovénie, en forme longue la république de Slovénie (en slovène : Slovenija et Republika Slovenija), est un pays d’Europe centrale au carrefour des principales cultures européennes. Sa capitale est Ljubljana. Le pays partage ses frontières avec l'Italie à l'ouest, l’Autriche au nord, la Hongrie à l'est-nord-est et la Croatie au sud-est. La Slovénie dispose au sud-ouest d'un littoral d'une quarantaine de kilomètres sur la mer Adriatique. Comptant environ deux millions d'habitants, la Slovénie est un État membre de l'OTAN depuis le 29 mars 2004 et de l'Union européenne depuis le 1er mai 2004.
Historiquement, le territoire de la Slovénie a fait partie de nombreux États différents : l'Empire romain, l'Empire byzantin, l'Empire carolingien, le Saint-Empire romain germanique, le royaume de Hongrie, la république de Venise, les Provinces illyriennes du Premier Empire français, l'empire d'Autriche, l'Autriche-Hongrie et enfin la Yougoslavie.
C'est en octobre 1918 que les Slovènes ont cofondé l'État des Slovènes, des Croates et des Serbes. Cette monarchie sera appelée royaume de Yougoslavie à partir de 1929. Pendant la Seconde Guerre mondiale, la Slovénie est démembrée et annexée par l'Allemagne, l'Italie et la Hongrie. Une toute petite part est donnée à la Croatie, alors sous la tutelle d'un État fantoche nazi. En 1945, la Slovénie devient un membre fondateur de la république fédérative socialiste de Yougoslavie. Dans les premières années de son existence, cet État était allié au bloc de l'Est, dominé par l'Union soviétique, bien que n'ayant pas intégré le pacte de Varsovie. En 1961, la Yougoslavie devient un des fondateurs du mouvement des non-alignés.
En 1991, après l'introduction du multipartisme et de la démocratie, la Slovénie est devenue la première république à faire sécession de la Yougoslavie en devenant un État souverain indépendant. La république de Slovénie entre dans l'Union européenne et l'OTAN en 2004. En 2007, le pays devient le premier ancien pays communiste à intégrer la zone euro.
La Slovénie est aujourd'hui un pays développé à revenu élevé, avec un indice de développement humain élevé, se classant 23e dans l'indice de développement humain ajusté aux inégalités.

## Toponymie
En slovène, la Slovénie s'écrit Slovenija et Republika Slovenija en forme longue.
On retrouve l’origine du nom de la Slovénie dans la contraction des mots slave (slovanska) et vénète[réf. souhaitée] qui désignent les langues parlées dans la région depuis ou après l’Antiquité.
La Slovénie et la Slovaquie sont souvent confondues, car les noms Slovenská Republika (qui signifie « République slovaque » en slovaque) et Republika Slovenija peuvent prêter à confusion dans de nombreuses langues. Chaque année, un poids considérable de courrier mal acheminé est à réexpédier vers la Slovénie (600 kg en 2004). Cette confusion fait que le personnel des ambassades des deux pays se retrouve chaque mois pour échanger le courrier mal dirigé[réf. nécessaire].
La Slovénie est parfois surnommée la Suisse des Balkans ou la Suisse d'Europe du Sud en raison de son relief montagneux.

## Histoire
Celtes et Illyriens constituent les premiers habitants de l'Antiquité, et sont soumis à l'Empire romain au cours du Ier siècle. La Carinthie émerge probablement autour du VIe siècle à l'issue des invasions lombardes du Nord de l'Italie, et recouvre le territoire correspondant aux actuelles Carinthies autrichienne et slovène. Son existence est formellement attestée à partir du VIIIe siècle, lorsqu'elle prend son indépendance de la Bavière (746).
Le territoire de l'actuelle Slovénie commence à partir du IXe siècle à passer de main en main au gré des invasions des puissances voisines, qu'il s'agisse de la Bavière, de la république de Venise, ou des Habsbourgs. Les Slovènes restent sous la domination de ces derniers du XIVe siècle à 1918, sans réel statut juridique mais avec toutefois une représentation à Vienne.
La région subit successivement l'influence de la Réforme au XVIe siècle, puis de la Contre-Réforme sous le règne de l'archiduc Ferdinand d'Autriche au début du XVIIe siècle. Tandis que les élites se germanisent, la population paysanne demeure largement à l'écart de ces transformations. Des intellectuels codifient le slovène en une langue littéraire au XIXe siècle, tandis que des revendications nationalistes commencent à se faire jour.
La Première Guerre mondiale touche durement le pays, notamment sur le front de Soča à l'ouest du pays. Après que la bataille de Caporetto annonce la fin des combats sur le sol austro-hongrois en 1917, le Parti populaire slovène demande l'instauration d'un État semi-autonome regroupant les Slaves du Sud. Cette revendication est rapidement reprise par l'ensemble du spectre politique local sous le terme de Mouvement de la Déclaration.
La prise du pouvoir par des nationalistes croates, slovènes et serbes le 6 octobre 1918 lors de la chute de l'Empire conduit à une déclaration formelle d'indépendance de l'État des Slovènes, Croates et Serbes le 29 octobre suivant. Le pays rejoint le royaume de Serbie (dans lequel le royaume du Monténégro était déjà entré trois jours avant) afin de former le 1er décembre 1918 le royaume des Serbes, Croates et Slovènes qui prendra le nom de royaume de Yougoslavie en 1929.
Un plébiscite conduit en octobre 1920 cède la Carinthie du Sud slovénophone à l'Autriche. L'Istrie revoit ses anciennes frontières vénitiennes sous le royaume d'Italie par le traité de Rapallo en 1920, alors que le traité de Trianon attribue les régions majoritairement slovénophones de Hongrie (Prekmurje) à la Yougoslavie (un cinquième de la population de la région était hongroise). La politique fasciste de l'Italie conduit à une résistance armée des populations à l'intérieur des terres slovènes et croates, notamment via la formation du groupe Trieste, Istrie, Gorizia et Fiume (actuellement Rijeka) en 1927, qui est démantelé par la police secrète fasciste en 1941.
Durant la Seconde Guerre mondiale, après l'invasion de la Yougoslavie, le territoire slovène est partagé entre l'Italie — qui se réserve la région de la capitale qu'elle transforme en province de Ljubljana —, l'Allemagne nazie et la Hongrie. À l'issue d'une terrible guerre de résistance, la Yougoslavie est reconstituée ; la Slovénie devient la république socialiste de Slovénie, État fédéré de la république populaire fédérative de Yougoslavie proclamée le 29 novembre 1945. Au traité de Paris en 1947, l'Italie perd la quasi-totalité de la Vénétie julienne. L'Istrie est ensuite placée provisoirement dans la zone B du territoire libre de Trieste. Ce territoire est dissous de facto en 1954, quand la zone A comprenant la ville de Trieste est rendue à l'Italie tandis que la zone B est attachée à la fédération yougoslave. Par ce fait l'Istrie se vide par un fort exode offrant une région et un accès stratégique à la mer à l'actuelle Slovénie.
Les frustrations envers un État fédéral jugé inefficace et dispendieux s'accumulent[réf. nécessaire] et, en parallèle à la crise économique que traverse l'ensemble du bloc socialiste dans les années 1980, les tensions entre les partis communistes slovène et serbe (dirigé par Slobodan Milošević) s'exacerbent. Le 27 septembre 1989, le Parlement slovène réforme la constitution de la république et retire le monopole du pouvoir politique à la Ligue des communistes de Slovénie tout en affirmant le droit pour la république de quitter la fédération. Le 7 mars 1990 le terme « socialiste » est retiré du nom de l'État, qui devient « république de Slovénie » tout en restant membre de l'État yougoslave.
Le 23 décembre 1990, un référendum sur l'indépendance aboutit avec près de 89 % des voix. La déclaration formelle d'indépendance intervient après le passage d'une loi en ce sens le 25 juin 1991,. Un court conflit armé a lieu lorsque les troupes slovènes sont confrontées à une tentative d'intervention yougoslave,. La guerre s'étend sur une dizaine de jours, à l'issue desquels l'accord de Brioni est signé sous les auspices de la Communauté européenne le 7 juillet 1991. L'armée yougoslave commence son retrait et le dernier soldat quitte le territoire le 26 octobre suivant.
En mars 2003, la Slovénie tient deux référendums sur l'adhésion à l'OTAN et à l'Union européenne, qu'elle rejoint respectivement les 29 mars et 1er mai 2004 (après signature du traité d'Athènes). Au premier semestre 2008, la Slovénie tient la présidence tournante du Conseil de l'Union européenne.
La république de Slovénie connaît en 2013 les plus grandes manifestations de son histoire. Les mesures d’austérité du gouvernement sont contestées par les syndicats, mais aussi par de nombreux citoyens indignés par la corruption de la classe politique. Dans les cortèges, beaucoup dénoncent l’Union européenne, et nombre de manifestants brandissent le drapeau de l’ancienne Yougoslavie fédérale.

## Géographie
La Slovénie est un pays d'Europe centrale et, partiellement, des Balkans. Elle est bordée au nord par l'Autriche, à l'est-nord-est par la Hongrie, au sud-est par la Croatie, au sud-ouest par la mer Adriatique et à l'ouest par l'Italie. Le pays se situe au croisement de quatre grandes régions géographiques d'Europe : les Alpes, les Alpes Dinariques, la plaine de Pannonie et la mer Méditerranée.

### Généralités
La Slovénie est un pays d'Europe centrale et du sud. Elle possède une frontière terrestre avec l'Italie, l'Autriche, la Hongrie et la Croatie.
La capitale de la Slovénie est Ljubljana (parfois écrit avec l'orthographe italienne Lubiana), autrefois connue sous son nom allemand de Laibach (souvent orthographié Laybach en français).
La Slovénie est un pays alpin. Son relief est constitué du massif du Pohorje, des Alpes kamniques et d'une partie des Alpes juliennes. Ces dernières abritent le point culminant du pays, le Triglav (2 864 m), qui est aussi représenté symboliquement sur le drapeau national et sur la pièce nationale de 50 centimes d'euro.
Le littoral slovène s'étend sur 46,6 km.

### Climat
Trois types de climats se rencontrent sur le territoire slovène. Alpin au nord, méditerranéen au sud ouest, et continental au nord est. À Ljubljana, la température peut passer de −5 °C en hiver à près de 30 °C en été. Les précipitations culminent en octobre, et atteignent un minimum en mars.

### Environnement
Le climat est de type méditerranéen le long de la côte, continental avec des étés doux à chauds et des hivers froids sur les plateaux et dans les vallées à l'est. L'altitude varie de 0 à 2 864 m. Troisième pays forestier d’Europe, la Slovénie est couverte à 57 % par 1 227 832 hectares de forêt, dont 39 % sont mixtes (282 m2 de bois par hectare en moyenne pour 2006).

#### Aires naturelles protégées
Les aires protégées de Slovénie recouvrent au total plus d'un tiers du territoire, représentant plus de 22 000 espèces animales et végétales. Le pays possède une diversité d'aires protégées avec notamment le parc national du Triglav, des parcs régionaux, des parcs paysagers, des réserves et monuments naturels.

##### Réseau européen Natura 2000
En 2018, le pays comptait 355 sites protégés dont 31 zones de protection spéciale (ZPS) et 324 zones spéciales de conservation (ZSC) faisant partie du réseau Natura 2000, ce qui représente près de 38 % de la surface terrestre et maritime de la Slovénie[réf. nécessaire]
Le réseau Natura 2000 rassemble des sites naturels ou semi-naturels de l'Union européenne ayant une grande valeur patrimoniale, par la faune et la flore exceptionnelles qu'ils contiennent.
En décembre 2018, la Slovénie comptait 355 sites dont :
- 31 zones de protection spéciale (ZPS) pour les oiseaux sur une superficie de 5 075 km2 ;
- 324 zones spéciales de conservation (ZSC) (dont les pSIC, SIC) pour les habitats et les espèces sur une superficie de 6 638 km2.
- La superficie totale est de 7 682 km2, ce qui représente 37,8 % de la surface terrestre et marine du territoire de la Slovénie[21].

##### Cartographie des sites Natura 2000 de la Slovénie
- [image] Carte des sites Natura 2000 (SIC, ZSC + ZPS) de la Slovénie, décembre 2017 (haute définition), Source

### Divisions administratives

#### Commune
La Slovénie est composée de 211 communes (občina), dont 11 communes urbaines. Ce sont à ce jour[Quand ?] les seules subdivisions en Slovénie. Chaque commune possède un maire (župan), élu tous les 4 ans et un conseil municipal (občinski svet)

#### Régions traditionnelles de Slovénie
Il existe huit régions traditionnelles (mais non officielles) : ces régions sont issues principalement des anciennes provinces de l'empire d'Autriche. 

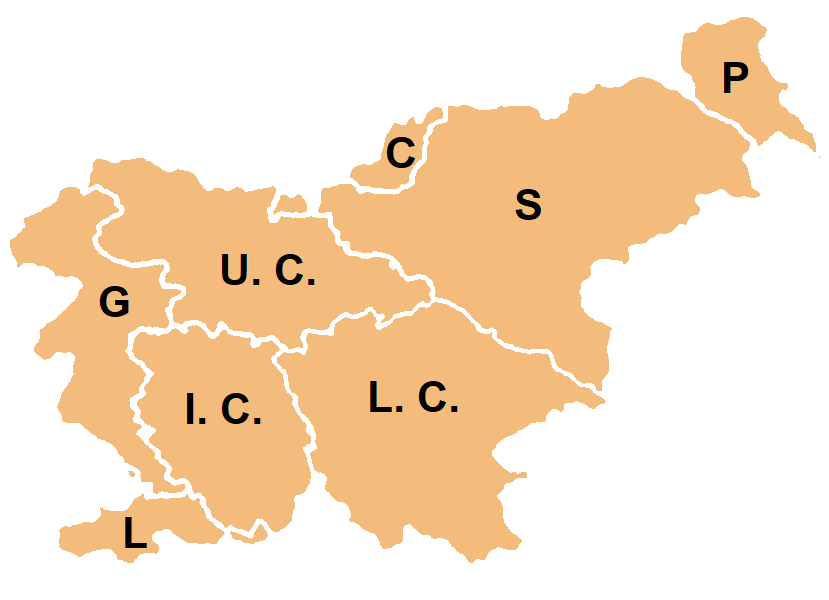
Les régions historiques de Slovénie.

- la Haute-Carniole (U.C.) ou Gorenjska (Kranj) ;
- la Basse-Styrie (S) ou Spodnja Štajerska (Maribor) ;
- le Prekmurje (P) (Murska Sobota) ;
- la Carinthie slovène (C) ou Koroška (Ravne na Koroškem) ;
- la Carniole-Intérieure (I.C.) ou Notranjska (Postojna) ;
- la Basse-Carniole (L.C) ou Dolenjska (Novo mesto) comprenant la Carniole-Blanche (Črnomelj) ;
- la Goriška/Gorizia (G) (Nova Gorica).
- l'Istrie slovène (L) (Koper/Capodistria)

La Goriška et l'Istrie slovène forment la région historique du Littoral ou Primorska. 
La Goriška n'a aujourd'hui  pas d'accès à la mer, mais en a bénéficié à l'époque de l'empire d'Autriche et ce jusqu'en 1866, puis à l'époque de l'Autriche-Hongrie de 1867 à 1918 (comté de Gorizia et Gradisca). L'ancien comté et l'Istrie devinrent italiennes en 1918. Celle-ci fut cependant perdue par l'Italie à la suite de la Deuxième Guerre mondiale au profit de la république fédérative  socialiste de Yougoslavie. Quant au territoire de  l'ancien comté, il fut divisé en 1947 en deux parties : la zone A et la zone B. La première fut attribuée à l'Italie tandis que la seconde était allouée à la Yougoslavie. Plus tard, la Croatie héritera de la péninsule, ne laissant à la Slovénie qu'un littoral de 46 km. Le nom "Littoral" a cependant été conservé après l'éclatement de l'Autriche-Hongrie.

## Politique
(décembre 2022).
La Constitution de la Slovénie est adoptée le 23 décembre 1991. La Slovénie est une république parlementaire. Le pouvoir législatif est exercé par le Parlement slovène, qui est composé de deux chambres. L'Assemblée nationale est composée de 90 députés élus pour quatre ans. Le Conseil national est composé de 40 membres élus pour cinq ans. Le pouvoir exécutif est exercé par le gouvernement dirigé par un président du gouvernement. Le président de la République exerce avant tout une magistrature morale.
Lors de l'élection présidentielle des 11 novembre et 2012, l'ancien président du gouvernement social-démocrate Borut Pahor défait au second tour, dans un contexte de faible participation, le chef de l'État sortant Danilo Türk.
Au cours des élections législatives anticipées du 13 juillet 2014, le Parti de Miro Cerar (SMC), récemment créé par l'universitaire Miro Cerar, remporte 36 députés. Il s'associe ensuite avec le Parti démocrate des retraités slovènes (DeSUS) et les Sociaux-démocrates (SD) pour former un gouvernement majoritaire.

### Relations avec l'Union européenne
La Slovénie signe un accord d'association avec l'Union européenne et dépose sa candidature officielle pour l'adhésion en 1996. Après un référendum national favorable à l'adhésion à l'Union européenne et l'OTAN, elle signe le traité d'adhésion en 2003 et devient membre de l'Union européenne en 2004. Elle occupe la présidence tournante du Conseil des ministres au premier semestre 2008. Elle l'occupe à nouveau au second semestre 2021.

### Politique étrangère
Les relations diplomatiques de la république de Slovénie en France :
- l'ambassade de la république de Slovénie à Paris – ambassadeur : Son Excellence Andrej Slapničar ;
- consulat de la république de Slovénie à Saint-Étienne – consul : Tatiana Dumas.

## Démographie
Les groupes ethniques de la Slovénie sont les Slovènes (83,1 %), les Serbes (2 %), les Croates (1,8 %), les Bosniaques (1,1 %) et d’autres (12 %), ainsi que des minorités ethniques hongroise et italienne (0,5 %), selon le recensement de 2002. L’espérance de vie en 2009 était de 73,25 ans pour les hommes et de 80,8 ans pour les femmes.
Après l’indépendance de la Slovénie en 1991, 18 355 citoyens « non-Slovènes » (environ 1 % de la population) ont été effacés des registres administratifs et placés dans la catégorie des étrangers, car nés dans une autre république yougoslave. En 2004, la Cour suprême a ordonné leur réintégration. Ce groupe a été appelé les effacés de Slovénie.
Avec 95 habitants au kilomètre carré, la Slovénie se place parmi les pays peu denses d’Europe (comparée à la densité des Pays-Bas (320 hab./km2) ou de l’Italie (195 hab./km2)). Environ 50 % de la population habite dans des zones urbaines, le reste en milieu rural.

### Langues
La langue officielle est le slovène, qui appartient au groupe des langues slaves méridionales. Le hongrois et l’italien bénéficient d’un statut de langue officielle dans les régions pluriethniques le long des frontières hongroise et italienne. L'anglais et l'allemand sont deux langues très présentes, surtout chez les plus jeunes, et se retrouvent par exemple dans le secteur du commerce ou du tourisme.
Du fait que la Slovénie était l'une des républiques fédérées de la Yougoslavie avant 1991, de nombreuses personnes qui avaient plus de 15 ans à cette époque, savent parler le serbo-croate, ou le comprennent à des degrés divers, ou partiels, car il était enseigné dans les écoles. Le slovène est assez éloigné du serbo-croate.

## Économie

Évolution du PIB réel par habitant en Slovénie.

Avec sa petite économie de transition et une population d'approximativement deux millions d‘habitants, la Slovénie fut un modèle de succès économique et de stabilité pour ses voisins de l’ancienne Yougoslavie.
Le pays, qui a rejoint l’Union européenne en 2004, possède une main-d’œuvre de très bon niveau, un emplacement géographique stratégique et des infrastructures de bonne qualité. Lors des négociations d’adhésion à l’UE, la Slovénie a insisté pour obtenir de nombreuses dérogations, refusant une ouverture totale à la concurrence de certains secteurs-clés de l’économie. Le pays est ainsi le seul en Europe centrale et orientale à avoir conservé le contrôle de son secteur bancaire. Le pays a également sauvegardé un important service public construit durant la période socialiste ; la Slovénie dispose toujours d’un des meilleurs systèmes de santé du monde, et l’éducation y est gratuite jusqu’au troisième cycle universitaire. En 2024, la Slovénie est classée en 34e position pour l'indice mondial de l'innovation.
La Slovénie affiche un PIB par habitant plus élevé que les autres pays d’Europe centrale et elle est devenue en 2004 le premier pays en transition d’une économie planifiée vers une économie de marché à passer du statut de pays emprunteur à partenaire donateur à la Banque mondiale. Elle a rejoint l'Eurogroupe le 1er janvier 2007.
L'économie slovène se caractérise par l'élevage, l'exploitation forestière et le tourisme, en particulier dans l'Ouest du pays (sports d'hiver et d'été en montagne, stations balnéaires et thermales sur la côte istrienne) et dans la capitale. En raison de la grande superficie des forêts, l'industrie du bois est florissante et nombreuses sont les usines produisant de la pâte à papier. Le sous-sol possède du plomb et du zinc. Plus à l'est, le relief s'abaisse, et c'est dans cette région que les industries sont les plus développées (aluminium, métallurgie, construction mécanique, électro-ménager, charbon, centrale thermique, électronique, pharmacie, textile). Les usines automobiles du groupe Revoz, filiales de Renault, domiciliées à Novo Mesto, alimentent le marché national et écoulent en France une part importante de leur production. La capitale, Ljubljana, vit surtout du secteur tertiaire. Vers le sud, le haut Karst est largement boisé avec une agriculture peu développée. En 1998, le secteur privé ne représente encore que 55 % du PIB slovène, ce qui est faible en comparaison des autres pays d'Europe centrale et orientale.
La dette publique de la Slovénie s'élève à 63,2 % du PIB en 2013.
Depuis 2009, la Slovénie connaît une période économique difficile. Le pays a été touché par la crise économique mondiale, notamment en raison de la chute de ses exportations vers les marchés extérieurs. Début 2012, Standard & Poor's a dégradé la note de la Slovénie de A+ à A, avant de placer de nouveau le pays sous surveillance négative début novembre 2012. Le pays a connu une récession de son économie de -2,2 % en 2012 et de -1,1 % en 2013. Le pays a mis neuf ans pour retrouver son revenu par habitant de 2008.
Si la Slovénie et sa capitale Ljubljana, avec le pourcentage le plus élevé d'espaces verts par habitant, ont été  les destinations les plus récompensées par la Commission européenne pour le tourisme durable,, d'autres cités du Vieux continent figurent au classement des 20 villes les plus vertes établi en 2021 par le site spécialisé European Best Destinations.

## Culture et patrimoine
Les premiers textes connus en langue slovène sont les Feuillets de Freising (Brižinski spomeniki), écrits entre 972 et 1039 pour des besoins d’évangélisation. La langue est alors utilisée par les couches les plus basses de la société (même si les bourgeois et la petite noblesse la connaissaient), ainsi que par le clergé.
Avec le luthéranisme, le slovène entame sa carrière de langue littéraire. Les idées de la Réforme se répandent bien en Slovénie. On doit mentionner Primož Trubar (1508-1586) qui, imprégné des idées nouvelles, hésite toutefois à rompre avec Rome. Ses prêches en slovène dans la cathédrale de Ljubljana attirent les foules.
France Prešeren est considéré comme le plus grand poète slovène, célébré non seulement dans son pays ou dans la région, mais dans toute l’Europe, comme l’un des plus grands romantiques.
Ivan Cankar est le plus grand écrivain slovène. Ses histoires et ses personnages ont touché l'esprit et le cœur de nombreuses personnes en Slovénie et en Europe et jouent toujours un rôle important dans les écoles, les institutions culturelles et même dans la vie privée de nombreux Slovènes.

### Symboles

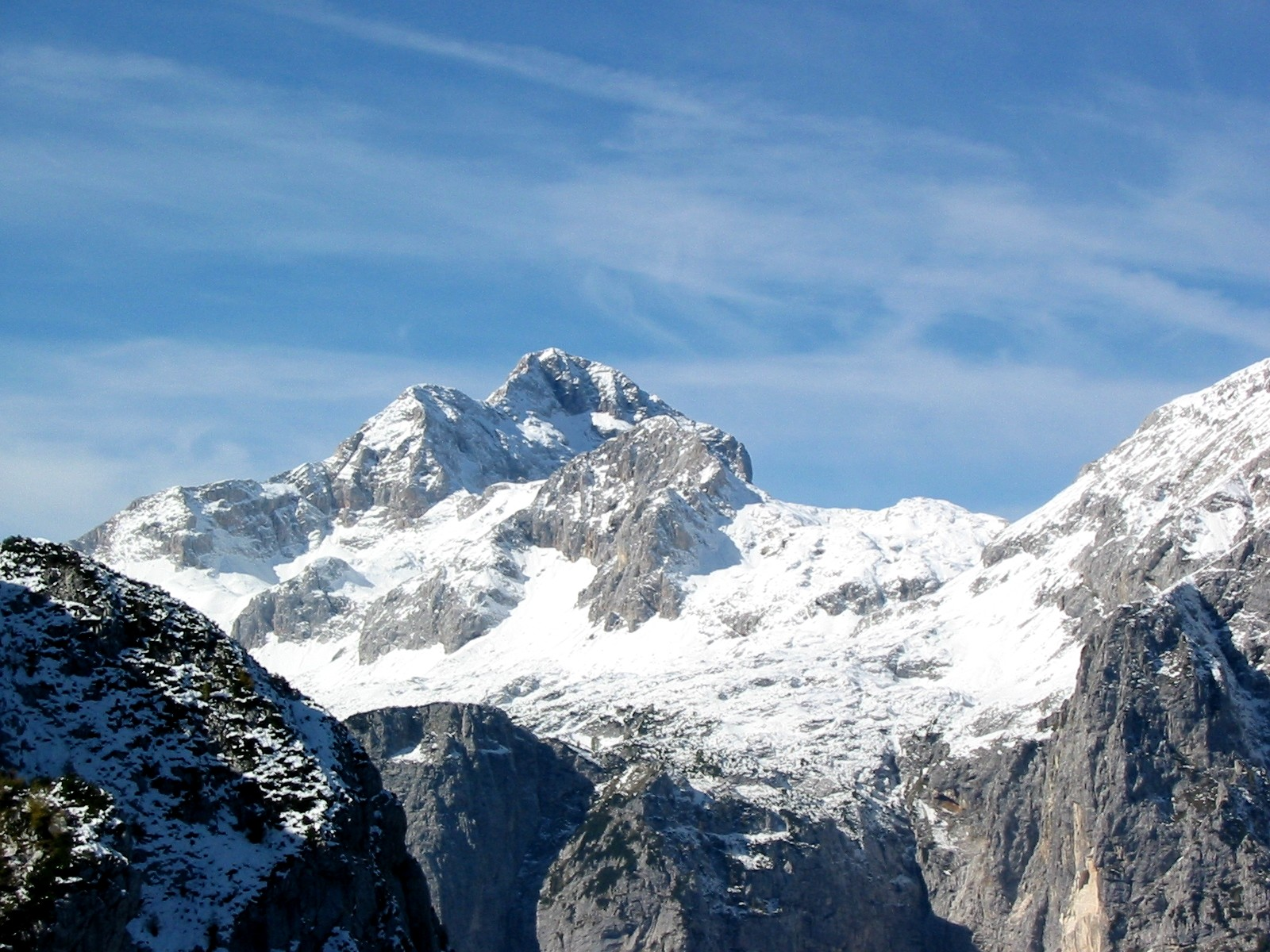
Le Triglav, un symbole national.

Le protée, une espèce de salamandre, est l'un des symboles importants de la Slovénie. Ce pays dispose en effet de nombreuses grottes abritant cet animal. On en trouve par exemple dans la grande grotte de Postojna mais aussi dans les grottes de Škocjan. Véritable rareté naturelle, le protée, ainsi que plusieurs grottes de la région attirent de nombreux touristes. Un vivarium est présent dans la grotte de Postojna et on peut y voir le milieu naturel de l’animal.
Entre 1991 et fin 2006, la monnaie nationale du pays était le tolar. Le protée était représenté sur la pièce de 10 centimes de tolar. Depuis 2007, la monnaie de la Slovénie est l’euro et les pièces en euro de la Slovénie disposent aujourd'hui d'autres symboles. La plus ancienne revue slovène de vulgarisation scientifique, publiée pour la première fois en 1933, portait le nom de Proteus.

Armes de la Slovénie dans le royaume de Yougoslavie.

Le croissant de lune surmonté de trois étoiles est, après la Première Guerre mondiale, un emblème de la Slovénie. On le trouve, pour représenter la Slovénie, dans les armes du royaume de Yougoslavie ; il figure, sous la forme d'un motif en bronze doré, au sommet du monument des Provinces illyriennes (1929), à Ljubljana. Les trois étoiles viennent des armes des anciens comtes de Celje, maîtres jusqu'au milieu du XVe siècle du dernier État slovène indépendant avant l'époque contemporaine ; elles figurent aujourd'hui (sans le croissant) dans les armoiries et le drapeau de la Slovénie. Le croissant de lune aux cornes tournées vers le haut est associé dans l'héraldique à l'idée de l'Illyrie depuis le XVIe siècle.

### Patrimoine monumental
- Le château de Ljubljana, édifice médiéval, dont la première mention date de 1144. Après avoir eu différentes fonctions, le château est acheté par la ville en 1905.
- La cathédrale Saint-Nicolas de Ljubljana, aisément repérable grâce à son dôme vert et à ses deux tours jumelles.
- Le pont des Dragons à Ljubljana, construit entre 1900 et 1901.

### Sport

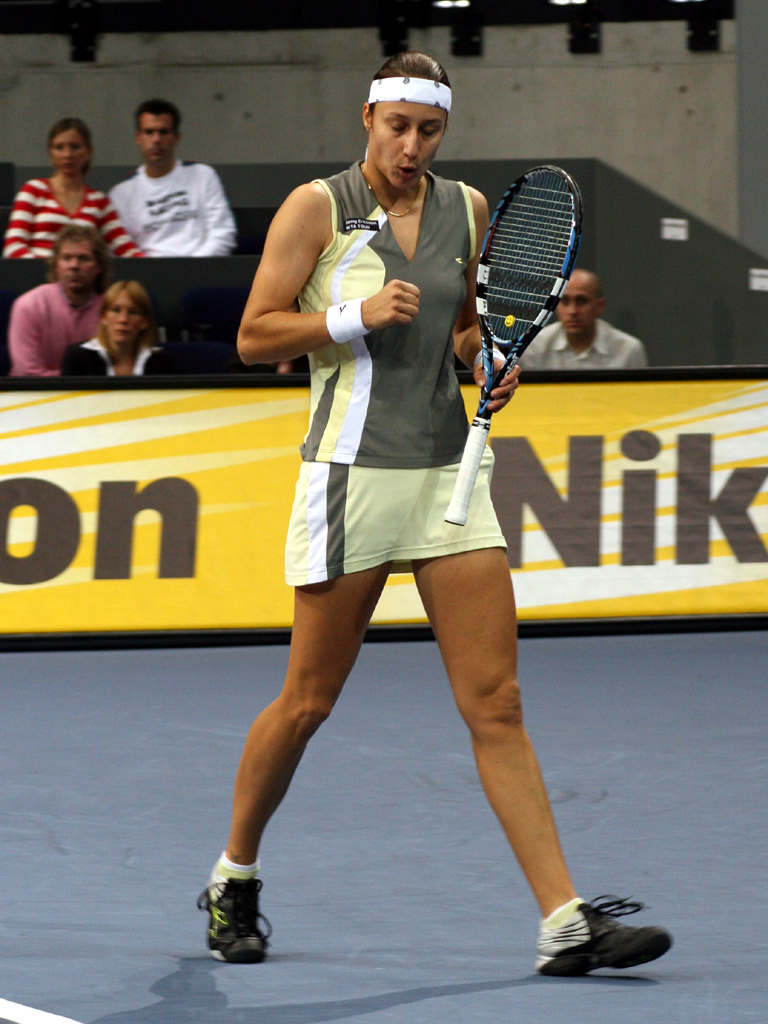
Katarina Srebotnik.

Le sport le plus populaire en Slovénie est très probablement le ski alpin, les skieurs slovènes sont d'ailleurs fort présents au niveau international ; on peut citer parmi les plus connus Andrej Jerman, qui fait partie des meilleurs descendeurs du monde, et de bons slalomeurs comme Juri Cosir, Aleš Gorza, Mitja Dragšič ou Bernard Vajdič. Chez les femmes, Tina Maze (qui a pris sa retraite sportive en 2016) fut l'une des meilleures skieuses mondiales. Elle remporta des épreuves dans toutes les disciplines de la coupe du monde de ski alpin, lui permettant de gagner un gros globe lors de la saison 2012-2013 (en atteignant le record de points sur une saison), deux titres olympiques (en descente et en géant) et cinq titres de championne du monde. Aujourd'hui, l'équipe slovène compte des skieuses parmi les meilleures mondiales comme Ilka Štuhec. Chez les hommes, Žan Kranjec fait partie des meilleurs mondiaux en slalom géant. Le pays dispose également de plusieurs équipes reconnues en hockey sur glace et des joueurs internationalement reconnus comme Anže Kopitar (le tout premier hockeyeur d'origine slovène à évoluer dans la LNH nord-américaine) et Jan Muršak.
En football, la Slovénie connut une génération dorée au début des années 2000 avec des joueurs tels que Zlatko Zahovič, Aleš Čeh, Milenko Ačimovič ou encore Sašo Udovič, qui qualifièrent leur équipe pour l'Euro 2000 et la coupe du monde 2002, ainsi que pour la coupe du monde 2010.
La Slovénie possède aussi une équipe nationale de basket-ball parmi les meilleures du monde. Les stars actuelles de l'équipe slovène sont Luka Dončić (Los Angeles Lakers), Erazem Lorbek (FC Barcelone), Mirza Begić (Olympiakós), Beno Udrih (Knicks de New York) et Goran Dragić (Heat de Miami). En 2017, elle remporte le championnat d'Europe de basket-ball contre la Serbie, sur un score de 97 à 85, emmenée par Goran Dragić (qui a marqué à lui seul 35 points). Elle se classe à la 4e place aux Jeux olympiques d'été de 2020 à Tokyo.
Le handball est un des principaux sports en Slovénie, l'équipe nationale masculine a obtenu des médailles de bronze (aux championnats du monde de 2017) et d'argent (au Championnat d'Europe de 2004, événement que le pays organisait). Également réputée dans toute l'Europe pour son championnat, la Slovénie compte de remarquables clubs tels que le Rokometni klub Celje (qui remporta la Ligue des Champions), le RD Koper 2013 (qui remporta la Coupe Challenge), le Rokometni klub Gorenje Velenje (finaliste de la Coupe EHF).
Le cyclisme compte plusieurs très bons coureurs slovènes depuis les années 2010. On peut citer Janez Brajkovič (sans aucun doute le meilleur coureur slovène du peloton professionnel en 2012), le grimpeur Simon Špilak, le sprinter Grega Bole ou encore les expérimentés Tadej Valjavec (10e du Tour de France 2008) et Matej Mugerli. L'ancien sauteur à ski Primož Roglič est d'ailleurs devenu, en 2017, le premier Slovène à remporter une étape du Tour de France. Durant les années suivantes, Roglič continue sa progression, s'imposant comme l'un des meilleurs coureurs du peloton, remportant notamment le Tour d'Espagne 2019, premier grand tour remporté par un Slovène. Après une 3e place au Tour d'Espagne 2019, le jeune Tadej Pogačar remporte, à 21 ans, le Tour de France 2020 devant Primož Roglič qui, lui, remporte le Tour d'Espagne 2020. En 2021, Pogačar remporte une nouvelle fois, de manière éclatante, le Tour de France ; il y empoche 3 étapes, son compatriote Matej Mohorič en remporte 2. La même année, Primož Roglič remporte la médaille d'or dans l'épreuve de contre la montre masculin de cyclisme sur route aux Jeux olympiques d'été. La Slovénie occupe désormais une place prépondérante dans le cyclisme professionnel.
La Slovénie est très peu présente en athlétisme, mais elle a cependant eu deux athlètes de haut niveau avec Matic Osovnikar qui fait partie des meilleurs sprinteurs européens et surtout Primož Kozmus qui a été sacré champion olympique du lancer de marteau aux Jeux olympiques d'été de 2008. La Jamaïcaine Merlene Ottey, légende de l'athlétisme mondial, a acquis la nationalité slovène en 2004 et est encore membre de l'équipe nationale du relais 4 × 100 m à l'âge de 50 ans.
En tennis, le pays compte une ancienne meilleure joueuse mondiale de double : Katarina Srebotnik.
En 2012, l'équipe nationale slovène de hockey sur glace a réussi l'exploit de se qualifier pour les Jeux olympiques d'hiver de Sotchi de 2014, alors que le pays ne compte qu'environ 200 joueurs professionnels.
En 2014, la Slovénie a organisé les championnats d'Europe d'escrime, dans les trois armes, pour les catégories « cadet » et « junior » (du 22 février au 8 mars).
La Slovénie possède aussi une équipe nationale d'escalade, qui se classe parmi les meilleures au monde avec des athlètes tels que Janja Garnbret, qui, lors de la saison 2019, est la première sportive à gagner la médaille d'or dans toutes les coupes du monde de block IFSC.

### Jours fériés
- 1er et 2 janvier : Nouvel An

- 8 février : Fête de Prešeren, fête culturelle slovène
- 27 avril : journée de résistance contre l'occupant
- 1er et 2 mai : Fête du travail
- 25 juin : Fête nationale
- 15 août : Unification des Slovènes de Prekmurje avec la Slovénie après la Première Guerre mondiale (pas de jour de congé)
- 15 septembre : Le jour du rattachement de la Primorska à la Slovénie (pas de jour de congé)
- 23 septembre : Journée des sports slovènes (pas de jour de congé)
- 25 octobre : Jour de la souveraineté (pas de jour de congé)
- 1er novembre : Jour du souvenir des morts
- 23 novembre : Rudolf Maister Day (pas de jour de congé)
- 26 décembre : Fête de l'indépendance et de l'unité